# نشانه‌گذاری لهستانی معکوس
نشانه‌گذاری لهستانی معکوس (به انگلیسی: Reverse Polish notation) یا نشانه‌گذاری پسوندی (به انگلیسی: postfix notation) یک روش نشانه‌گذاری عبارت محاسباتی، منطقی و جبری است که در آن هر عملگر مابعد عملوندهای خود نوشته می‌شود. به عنوان مثال، عبارت زیر یک عبارت پسوندی است:
۲ ۳ +
که در آن عملگر + مابعد عملوندهای خود (۲ و ۳) نوشته شده‌است.

## تبدیل از عبارت میانوندی به پسوندی
برای تبدیل یک عبارت میانوندی به پسوندی می‌توان از روش زیر استفاده کرد:
- ابتدا عبارت را به‌طور کامل پرانتزگذاری می‌کنیم. (بنا بر اولویت عملگرها)
- هر عملگر را به سمت راست پرانتز بسته خود منتقل می‌کنیم.
- تمام پرانتزها را حذف می‌کنیم.

## الگوریتم پسوندی
الگوریتم ارزیابی عبارات پسوندی بسیار سرراست است:
- تا زمانی که هنوز نشانه‌ای وجود دارد،
  - نشانه بعدی را از ورودی دریافت کن.
  - اگر نشانه یک عملوند (مقدار) بود،
    - آن را پشته قرار بده.

  - در غیر این صورت، نشانه یک عملگر است. (عملگر هم در اینجا هم به معنی عملگر ریاضی و هم توابع است)
    - این یک انی است که عملگر n آرگومان دریافت می‌کند.
    - اگر کمتر از n مقدار در پشته وجود دارد.
      - (خطا) کاربر به اندازه کافی عملوند (مقدار) وارد نکرده است.

    - وگرنه، n مقدار بالای پشته را بردارید.
    - عملگر را با استفاده از مقادیر ارزیابی کنید.
    - نتیجه عملیات را در پشته قرار دهید.
- اگر در پشته فقط یک مقدار وجود دارد،
  - آن مقدار نتیجه عملیات است.
- اگر بیش از یک مقدار در پشته وجود دارد،
  - (خطا) کاربر عملوندهای زیادی وارد کرده‌است.

### مثال
فرض کنید می‌خواهیم عبارت میانوندی زیر را با استفاده از الگوریتم بالا ارزیابی کنیم:
۵ + ((۱ + ۲) * ۴) − ۳
ابتدا این عبارت را به صورت لهستانی معکوس نشانه‌گذاری می‌کنیم:
۵ ۱ ۲ + ۴ * + ۳ -
عبارت از چپ به راست و با استفاده از الگوریتم بالا ارزیابی می‌شود:
| ورودی | عملیات               | پشته  | توضیحات                                                                |
| ----- | -------------------- | ----- | ---------------------------------------------------------------------- |
| ۵     | گذاشتن مقدار در پشته | ۵     |                                                                        |
| ۱     | گذاشتن مقدار در پشته | ۱ ۵   |                                                                        |
| ۲     | گذاشتن مقدار در پشته | ۲ ۱ ۵ |                                                                        |
| +     | جمع                  | ۳ ۵   | برداشتن دو مقدار (۱, ۲) از پشته و قرار دادن نتیجه عملیات (۳) در پشته   |
| ۴     | گذاشتن مقدار در پشته | ۴ ۳ ۵ |                                                                        |
| *     | ضرب                  | ۱۲ ۵  | برداشتن دو مقدار (۳, ۴) از پشته و گذاشتن نتیجه عملیات (۱۲) در پشته     |
| +     | جمع                  | ۱۷    | برداشتن دو مقدار (۵, ۱۲) از پشته و قرار دادن نتیجه عملیات (۱۷) در پشته |
| ۳     | گذاشتن مقدار در پشته | ۳ ۱۷  |                                                                        |
| −     | تفریق                | ۱۴    | برداشتن دو مقدار (۱۷, ۳) از پشته و قرار دادن نتیجه عملیات (۱۴) در پشته |
|       | نتیجه                | (۱۴)  |                                                                        |